# Gobiodon rivulatus
Gobiodon rivulatus là một loài cá biển thuộc chi Gobiodon trong họ Cá bống trắng. Loài này được mô tả lần đầu tiên vào năm 1830.

## Từ nguyên
Tính từ định danh rivulatus trong tiếng Latinh có nghĩa là “có rãnh”, hàm ý đề cập đến các vệt sọc xanh chằng chịt như mê cung trên cơ thể loài cá này.

## Tình trạng phân loại
Các bằng chứng phát sinh chủng loại học cho thấy, G. quinquestrigatus và G. sp. D (theo Munday và cộng sự (1999)) là hai loài chị em gần nhất, và hợp thành nhóm đa ngành với G. rivulatus.

## Phân bố và môi trường sống
G. rivulatus có phân bố rộng rãi trên vùng Ấn Độ Dương - Thái Bình Dương, gồm cả Biển Đỏ và vịnh Ba Tư, về phía đông đến Tuamotu, xa nhất về phía bắc đến cực nam Nhật Bản, giới hạn phía nam đến Nam Phi và Úc.
G. rivulatus là loài hội sinh với san hô, sống đơn độc hoặc thành nhóm trên san hô nhánh Acropora. Tuy nhiên, loài này có thể sống ở môi trường nước ngọt, được tìm thấy ở sông suối, đầm phá. Độ sâu lớn nhất mà G. rivulatus được phát hiện là 78 m.

## Mô tả
Chiều dài lớn nhất được ghi nhận ở G. rivulatus là 6,4 cm. G. rivulatus dễ dàng phân biệt với hai loài G. quinquestrigatus và G. sp. D do có thêm 3 (hoặc hơn) vạch ngắn, nằm khoảng giữa 5 sọc xanh óng điển hình trên đầu (đặc biệt thấy rõ ở những cá thể có màu sáng hơn). G. rivulatus có đầu đỏ, thân có màu nâu sẫm, nâu nhạt hoặc xanh lục tươi.
Số gai vây lưng: 7; Số tia vây lưng: 10–11; Số gai vây hậu môn: 1; Số tia vây hậu môn: 8–9; Số gai vây bụng: 1; Số tia vây bụng: 5.

## Sinh thái
G. rivulatus sống theo cặp đơn phối ngẫu. Cá đực chăm sóc trứng trên cành san hô. Ở G. rivulatus, cá đực luôn lớn hơn cá cái khi mới ghép cặp, còn cá cái phát triển nhanh hơn bạn tình cho đến khi chúng đẻ trứng. G. rivulatus là loài lưỡng tính, có khả năng thay đổi giới tính theo cả hai chiều (cá cái sau khi chuyển thành cá đực vẫn có thể quay trở lại thành cá cái).